# وپنکولم جنوبی
وپنکولم جنوبی (به لاتین: Veppankulam South) یک منطقهٔ مسکونی در سری‌لانکا است که در استان شمالی (سری‌لانکا) واقع شده‌است.